# Ursula Trabalski
Ursula „Ursel“ Trabalski (* 11. Oktober 1921 in Leipzig; † 10. August 1992 in der Schweiz) war eine deutsche Kommunalpolitikerin (SPD).

## Leben
Ihre politische Aktivität begann 1951 mit dem Eintritt in die SPD.  Ab 1961 führte sie in Düsseldorf-Gerresheim als erste Frau den Vorsitz in einem SPD-Ortsverein. 1975 wurde sie mit 59,33 Prozent der abgegebenen Stimmen im Bezirk Gerresheim-Süd in den Stadtrat gewählt, in dem sie bis 1984 saß.
Der Schwerpunkt ihrer politischen Arbeit lag auf der Stadtplanung, insbesondere der Entwicklung des Gerresheimer Südens, in dem sie selbst lebte. In den 1970er Jahren machte Trabalski es sich zur Aufgabe, diesen etwas vernachlässigten Stadtteil mit seinem alten Wohnbestand und der rückläufigen Bevölkerungszahl für die Zukunft durch Sanierungsmaßnahmen wieder attraktiver zu gestalten.
Als Ratsmitglied wirkte sie sehr aktiv in verschiedenen Ausschüssen führend mit. Vor allem die Ausschüsse für Planung und Stadtentwicklung waren dabei von Bedeutung, weil sie sich hier aktiv für die Verbesserung ihres Stadtteils einsetzen konnte. Dies wurde später durch die Ursula-Trabalski-Straße gewürdigt.
Zudem arbeitete sie im Kultur-, Beschwerde- und Schulausschuss. Auch hier erhielt sie Anerkennung durch Projekte, die nachhaltige Veränderungen herbeiführten.
Ursula Trabalski starb während eines gemeinsamen Urlaubes mit ihrem Ehemann Karl Trabalski an einem Herzinfarkt. Durch das damalige Schweizer Rettungssystem dauerte das Eintreffen eines Notarztes fast eine Stunde.

## Ehrenamt
Trabalski war bis zu ihrem Tod als Stadtbezirksvorsitzende in der Arbeiterwohlfahrt tätig. Danach übernahm ihr Ehemann Karl den Vorsitz. Zudem wirkte sie in den Verwaltungsräten der „Deutschen Oper am Rhein“ und des „Landesmuseums Volk und Wirtschaft“ mit.

## Würdigung
- Ursula-Trabalski-Straße in Düsseldorf-Gerresheim welche parallel zur Benderstraße verläuft, Stichstraße vor dem Apostelplatz.[1]